# Conclusão da Guerra Civil Americana

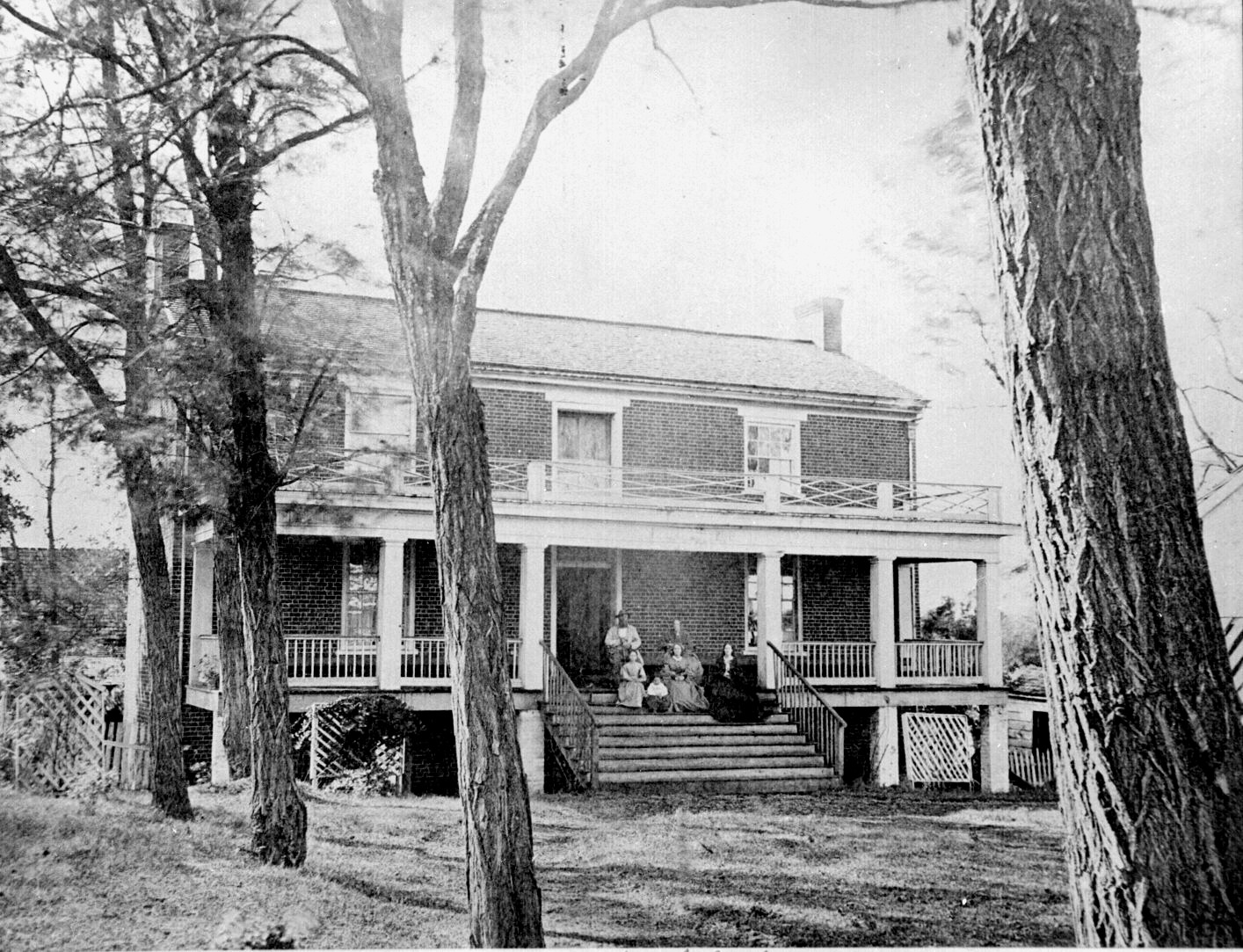
A McLean house onde Lee
se rendeu a Grant em 9 de abril de 1865

Esta é uma linha do tempo da conclusão da Guerra Civil Americana, que inclui importantes batalhas, escaramuças, incursões e outros eventos de 1865. Isso levou a rendições adicionais dos Confederados, capturas chaves dos Confederados e dispersão de unidades militares confederadas que ocorreram após a rendição do General Robert E. Lee em 9 de abril de 1865, que foi o fim oficial da Guerra Civil Americana.
As lutas do Teatro Leste da Guerra Civil Americana entre o Exército de Potomac do tenente-general Ulysses S. Grant e o exército de Lee do norte da Virgínia foram relatadas consideravelmente mais frequentemente nos jornais do que as batalhas do teatro Oeste. As reportagens sobre as escaramuças do Testro Leste dominaram amplamente os jornais à medida que a Campanha Appomattox se desenvolvia.
O exército de Lee travou uma série de batalhas na Campanha Appomattox contra Grant, que acabaram diluindo suas linhas de defesa. As linhas de Lee foram diluídas em pequenas seções de 50 quilômetros entre fortalezas em Richmond e Petersburg, Virgínia. Suas tropas finalmente se exauriram ao defender essas linhas porque estavam muito diluídas. Grant então se aproveitou da situação e lançou ataques a essa frente de trinta milhas de comprimento e mal defendida. Isso levou à rendição de Lee e do exército do norte da Virgínia em Appomattox.